# Speleonectes kakuki
Speleonectes kakuki is een ladderkreeftensoort uit de familie van de Speleonectidae. De wetenschappelijke naam van de soort is voor het eerst geldig gepubliceerd in 2009 door Daenekas, Iliffe, Yager & Koenemann.